# Бітинія
Біти́нія (Bithynia) — рід прісноводних черевоногих молюсків. Раковина овально-конічна, з 5—6 оборотами, з концентричною вапняковою кришечкою, роговокоричнева, висотою до 12 мм.
Відомо 7 видів бітинії, поширених в Європі, Східній і Північній Азії, Гренландії та Північній Америці.
В Україні зустрічаються два види: бітинія щупальцева (Bithynia tentaculata) і бітинія Ліча (Bithynia leachi). Остання є проміжним хазяїном котячої двоустки (Opisthorchis felineus), що паразитує в печінкових протоках і підшлунковій залозі кішки, собаки, свині, а часом і людини. У викопному стані бітинія відома починаючи з міоцену; в Україні — з антропогену Подніпров'я та Подністров'я.